# 柿崎城
柿崎城（かきざきじょう）は、新潟県上越市柿崎区にあった日本の城。
築城年は不明であるが、鎌倉時代時代に当地の地頭となった大見氏から派生した柿崎氏が築城したものと考えられている。
南北朝時代、柿崎氏は北朝に属するも南朝側の風間氏の攻撃により落城し、柿崎氏は城から追われた為に、この城は南朝側の拠点のひとつとなる。しかし、戦自体は最終的に北朝側の勝利に終わった為、柿崎氏が城主に復帰した。
戦国時代になると、柿崎氏は長尾氏（上杉氏）の重臣となっている。また柿崎氏が一時的に没落した時に発生した御館の乱の記録（柿崎晴家に関する記述や猿毛城の同士討ちの記述など）によると、柿崎氏は領地を完全没収されていた訳ではなく当地に留まっていたようである。
なお、決定的な資料は見つかっていないが縄張りなどの考察により、この城は平時の執務場所であり戦時の時は柿崎氏のもうひとつの居城である猿毛城を使用したと考えられている。
現在、北陸自動車道・柿崎インターチェンジの本線と料金所を結ぶループ状の道路に囲まれており、公式な登城口は存在していない。
また、砂丘のように脆弱な地盤の上、インターチェンジの建設により堀切などの遺構は残っていないが、この城の搦手門を移築したものと伝わる山門が、柿崎家の菩提寺である楞巌寺に現存している。